# سبأفون
سبأفون، شركة اتصالات يمنية وتعتبر أول مزود لخدمة جي إس إم في اليمن حيث بدأت عام 2001.

## الشعار
الشعار الرسمي الحالي لسبأفون هو "سبأفون SABAFON... أصالة وتواصل" 

## عن الشركة
بدأت خدمة سبأفون للهاتف النقال في فبراير 2001 في اليمن. وتطورت لتغطي حوالي 95% من إجمالي المساحة الجغرافية لليمن.
تضم شركة سبأفون خمسة شركاء هم:
- مجموعة الأحمر والتي تمتلك عدداً كبيراً من الشركات والتي تعمل في مجالات عدة للمال والأعمال في اليمن.
- بتلكو وهي شركة بحرينية رائدة في مجال الاتصالات السلكية واللاسلكية ولديها في الوقت الحاضر شركات مشتركة في البحرين، الكويت، المملكة العربية السعودية، الأردن ومصر وذلك لتوفير خدمات الإنترنت واتصالات البيانات.
- مجموعة هائل سعيد أنعم مجموعة من الشركات اليمنية المعروفة بتقديم خدماتها المختلفة في عدة مجالات الصناعة، والتجارة، والزراعة، والثروة السمكية، والثروة الحيوانية، الفنادق، الصحة والمصارف وشركات التأمين. وغيرها من الخدمات التجارية العامة والخاصة.
- اتحاد المقاولين العالمية CCC إحدى الشركات العالمية والتي لها العديد من الاستثمارات في مجال البنى التحتية.

### المساهمون
1. مجموعة الأحمر للتجارة والصناعة والتوكيلات العامة 44,444%.[3]
2. شركة البحرين للاتصالات السلكية واللاسلكية – بتلكو 29,937%
3. علي بن علي مقصع 11,111%
4. مجموعة هائل سعيد انعم وشركاه 7,778%
5. إتحاد المقاولين العالمية 5,556%
6. كهلان مجاهد أبو شوارب 1,111%
7. حميد بن عبد الله حسين الأحمر 0,063%

إجمالي الأسهم (١٠٠٪)

## معلومات الشبكة
- المقسمات: SIEMENS (EWSD) Version SR9.
- قاعدة محطة الراديو: SIEMENS ® MOTOROLA ®.
- نظام الفوترة: Protek ®.
- أجهزة الميكروويف: SIEMENS ® NOKIA ®.
- ذبذبة التشغيل: 900 ميجاهرتز.

## روابط خارجية
- موقع شركة سبأفون العربي
- موقع شركة سبأفون بالإنكليزية